# Tansobo-Tanguin
Pour les articles homonymes, voir Tanguin.
Ne doit pas être confondu avec Tansoba-Imiougou.
Tansobo-Tanguin est une localité située dans le département de Boussouma de la province du Sanmatenga dans la région Centre-Nord au Burkina Faso.

## Éducation et santé
Le centre de soins le plus proche de Tansobo-Tanguin est le centre médical avec antenne chirurgicale (CMA) de Boussouma tandis que le centre hospitalier régional (CHR) se trouve à Kaya.